# Itissaalik
Itissaalik [iˌtˢiˈsːaːlik] (nach alter Rechtschreibung Itivssâlik; Kitaamiusut Itussaalik) ist eine wüst gefallene grönländische Siedlung im Distrikt Upernavik in der Avannaata Kommunia.

## Lage
Itissaalik liegt im Süden der Insel Niaqornarsuaq, die die größte Insel einer Inselkette im Nuussuup Kangia (Ryder Isfjord) bildet. Elf Kilometer nordwestlich befindet sich Nuussuaq.

## Geschichte
Itissaalik wurde 1907 gegründet, als eine Familie aus der Gegend um Tasiusaq rund 80 km nach Norden zog und sich hier niederließ. Ab 1911 gehörte Itissaalik zur Gemeinde Tasiusaq. 1918 lebten bereits vier Familien im Ort, die aus 30 Personen bestanden und in fünf Häusern lebten. 1923 fiel Itissaalik an die ausgegliederte Gemeinde Nuussuaq. Bis 1944 blieb die Einwohnerzahl konstant bei gut 30 Bewohnern. Ab 1950 gehörte Itissaalik zur neuen Gemeinde Upernavik. 1950 wurden nur noch drei Einwohner gezählt, die den Wohnplatz 1957 verließen.